# Zeittafel zur Geschichte des Phantasialands

Logo-Historie

Diese Zeittafel gibt einen Überblick über die Entwicklung des Freizeitparks Phantasialand in Brühl, dessen Geschichte auch aufgrund der relativ kleinen Parkfläche durch viele Umbauten und Neugestaltungen gekennzeichnet ist.

## Chronologie
Eröffnung   Umzug   Schließung   Neue Show   Besondere Veranstaltung

### 1967–1969
Das Phantasialand wurde am 30. April 1967 eröffnet.
| Jahr | Aktion     | Attraktion(en) | Ort                                      |
| ---- | ---------- | --- | ---------------------------------------- |
| 1967 | Eröffnung  | Märchenwald, Oldtimerfahrt, Santa-Fe-Western-Express (Eisenbahnrundfahrt), Abenteuerspielplatz, Freilichtbühne mit Marionettentheater, Hawaii-Restaurant | Heute: Fantasy, Crazy Bats, Wuze Town    |
| 1967 | Eröffnung  | Ruder- und Tretboote | Auf dem See                              |
| 1968 | Eröffnung  | Ponyreitbahn, Autoscooter | Heute: Fantasy                           |
| 1968 | Eröffnung  | Seeräuberfahrt nach Carthagena (Bootsfahrt) | Auf dem See                              |
| 1968 | Neue Show  | Delfinshow | In einem in den See eingelassenen Bassin |
| 1968 | Schließung | Ruder- und Tretboote |                                          |

### 1970–1979
| Jahr | Aktion     | Attraktion(en) | Ort                                                              |
| ---- | ---------- | --- | ---------------------------------------------------------------- |
| 1970 | Eröffnung  | Straße Alt Berlin mit Brandenburger Tor und Neptunbrunnen, Wintergarten-Varieté (Theater), Restaurant Alt-Berlin (heute Restaurant Unter den Linden), Pferdestraßenbahn, neuer Haupteingang | Berlin                                                           |
| 1970 | Eröffnung  | Gondelbahn 1001 Nacht | Heute: Kaiserplatz, Quantum                                      |
| 1970 | Neue Show  | | Wintergarten                                                     |
| 1970 | Schließung | Freilichttheater |                                                                  |
| 1971 | Eröffnung  | Bottichfahrt (Bootsfahrt) | Vor der Gondelbahn (heute: Kaiserplatz, Quantum)                 |
| 1972 | Eröffnung  | Brücke über den Lenterbachsweg | Heute: Berlin / Mexico                                           |
| 1972 | Eröffnung  | Traglufthalle für die Delfinshow, Spielplatz | Heute: Mexico                                                    |
| 1972 | Eröffnung  | Moonwalk (Traglufthalle mit Hüpfparadies) | Heute: Rookburgh                                                 |
| 1972 | Umzug      | Die Delfinshow zieht in die neue Traglufthalle | Heute: Mexico                                                    |
| 1973 | Eröffnung  | Hazienda de Mexiko (Restaurant, ab 2000 Hacienda Don Pedro), Casa Magnetica („Schiefes Haus“)                                                                                               | Heute: Mexico / Klugheim                                         |
| 1973 | Eröffnung  | Barrierefreie zweite Brücke über den Lenterbachsweg | Heute: Berlin / Mexico                                           |
| 1973 | Eröffnung  | Café Oriental (auch Restaurant Ankara) | Heute: Rookburgh                                                 |
| 1973 | Umzug      | Moonwalk zieht auf den Spielplatz jenseits des Lenterbachwegs | Heute: Mexico                                                    |
| 1973 | Schließung | Moonwalk |                                                                  |
| 1974 | Eröffnung  | Silver City (Westernstadt) | Heute: Klugheim                                                  |
| 1974 | Eröffnung  | Wildwasserbahn | Heute: Chiapas                                                   |
| 1974 | Eröffnung  | Phantasialand-Jet (Einschienenbahn) | Heute: Mexico (Bahnhof), Rundfahrt über gesamtes Parkgelände     |
| 1974 | Umzug      | Die Ponyreitbahn zieht nach Silver City | Heute: River Quest                                               |
| 1974 | Neue Show  | | Western-Saloon (heute: Klugheim)                                 |
| 1975 | Eröffnung  | Bobbahn (Bobbahn 1, ab 1989 Gebirgsbahn) | Silver City (heute: River Quest)                                 |
| 1975 | Eröffnung  | Polyp (Rundfahrgeschäft) | Heute: Talocan                                                   |
| 1975 | Schließung | Ponyreitbahn, Pferdestraßenbahn |                                                                  |
| 1976 | Eröffnung  | Delfinarium | Heute: Arena de Fiesta                                           |
| 1976 | Umzug      | Die Delfinshow zieht in das neue Delfinarium | Heute: Arena de Fiesta                                           |
| 1976 | Umzug      | Die Verwaltung zieht in ein neues Gebäude | Am Haupteingang, Berlin                                          |
| 1976 | Schließung | Traglufthalle der Delfinshow |                                                                  |
| 1977 | Eröffnung  | Scala (Theater) | Berlin (heute: Schauspielhaus)                                   |
| 1977 | Eröffnung  | Tretrikschafahrt | Silver City (heute: Mystery / China Town)                        |
| 1977 | Eröffnung  | Neuer Parkeingang Mexico | Heute: Eingang Mystery                                           |
| 1977 | Schließung | Tretrikschafahrt |                                                                  |
| 1977 | Neue Show  | Klimbimski (elektronisches Puppentheater) | Scala (heute: Schauspielhaus)                                    |
| 1978 | Eröffnung  | Cine 2000 (180°-Kino) | Fundament der späteren Silbermine (heute: Klugheim / China Town) |
| 1978 | Eröffnung  | Bobbahn 2 (ab 1989 Grand-Canyon-Bahn) | Silver City (heute: River Quest)                                 |
| 1978 | Schließung | Seeräuberfahrt nach Carthagena |                                                                  |
| 1979 | Eröffnung  | Wikinger-Bootsfahrt | Auf dem See                                                      |
| 1979 | Eröffnung  | Bienchenflug und Jumbo (Kinderkarussells) | Fundament der späteren Silbermine (heute: Klugheim / China Town) |

### 1980–1989
| Jahr | Aktion     | Attraktion(en) | Ort                                                                     |
| ---- | ---------- | --- | ----------------------------------------------------------------------- |
| 1980 | Eröffnung  | Künstlerpavillon | Berlin, hinter dem Brandenburger Tor (heute: Kaiserplatz)               |
| 1981 | Eröffnung  | China Town, Tanagra-Theater (elektronisches Puppentheater), Geister Rikscha (Themenfahrt), China-Restaurant (heute Mandschu), neuer Parkeingang China Town | China Town                                                              |
| 1981 | Umzug      | Bienchenflug und Jumbo ziehen neben den Autoscooter | Heute: Fantasy                                                          |
| 1982 | Eröffnung  | Galaxis 360 (Illusionskino) | Heute: China Town / Mexico                                              |
| 1983 | Eröffnung  | Zeittunnel (Themenfahrt-Abschnitt der Phantasialand-Jet-Rundfahrt)                                                                                         | Obergeschoss des Gebäudes der Silbermine (heute: Klugheim / China Town) |
| 1983 | Umzug      | Das Cine-2000-Zelt zieht neben den Polyp | Heute: Deep in Africa                                                   |
| 1983 | Schließung | Polyp |                                                                         |
| 1983 | Neue Show  | Starparade (elektronisches Puppentheater) | Scala (heute: Schauspielhaus)                                           |
| 1984 | Eröffnung  | Silbermine (Themenfahrt) | Silver City (heute: Klugheim / China Town)                              |
| 1984 | Eröffnung  | Spider (Rundfahrgeschäft) | Ehemaliger Standort des Polyps (heute: Talocan)                         |
| 1984 | Schließung | Spielplatz an der Wasserbahn |                                                                         |
| 1984 | Neue Show  | Welcome Las Vegas | Wintergarten                                                            |
| 1985 | Schließung | Spider, Galaxis 360 |                                                                         |
| 1985 | Neue Show  | Jacksonmania (Imitations-Show) | Western-Saloon, Silver City (heute: Klugheim)                           |
| 1986 | Eröffnung  | Condor (Rundfahrgeschäft) | Ehemaliger Standort des Spiders (heute: Talocan)                        |
| 1986 | Eröffnung  | Wassersprung-Theater | Heute: Silverado Theatre                                                |
| 1986 | Schließung | Oldtimerfahrt, Santa-Fe-Western-Express, Autoscooter, Abenteuerspielplatz, Künstlerpavillon                                                                |                                                                         |
| 1986 | Neue Show  | Star-Imitations-und-Lasershow | Western-Saloon, Silver City (heute: Klugheim)                           |
| 1986 | Neue Show  | Acapulco Todesspringer | Wassersprung-Theater (heute: Silverado Theatre)                         |
| 1987 | Eröffnung  | Magic World of Siegfried & Roy (Ausstellung) | Im ehemaligen Cine-2000-Zelt (heute: Deep in Africa)                    |
| 1987 | Eröffnung  | Nostalgie-Pferdekarussell | Berlin, hinter dem Brandenburger Tor (heute: Kaiserplatz)               |
| 1987 | Umzug      | Das Cine 2000 zieht in das leerstehende Galaxis-360-Zelt                                                                                                   | Heute: China Town / Mexico                                              |
| 1987 | Umzug      | Bienchenflug und Jumbo ziehen auf den ehemaligen Abenteuerspielplatz vor dem Hawaii-Restaurant                                                             | Heute: Fantasy                                                          |
| 1988 | Eröffnung  | Space Center | Heute: Crazy Bats                                                       |
| 1988 | Eröffnung  | Royal White Tigers of Nevada (Tigergehege, Teil der Magic World of Siegfried & Roy)                                                                        | Heute: Deep in Africa                                                   |
| 1989 | Eröffnung  | Super Globe (Theater) | Heute: Silverado Theatre                                                |
| 1989 | Schließung | Wassersprung-Theater |                                                                         |
| 1989 | Neue Show  | | Super Globe (heute: Silverado Theatre)                                  |

### 1990–1999
| Jahr | Aktion                   | Attraktion(en)                                                                                     | Ort                                                                                 |
| ---- | ------------------------ | -------------------------------------------------------------------------------------------------- | ----------------------------------------------------------------------------------- |
| 1990 | Eröffnung                | Hollywood Tour (Themenfahrt), Petit Paris (Restaurant, ab 2000 Cristallion)                        | Untergeschoss des Space Centers (heute: Crazy Bats)                                 |
| 1991 | Schließung               | Delfinshow, Wildwasserbahn                                                                         |                                                                                     |
| 1992 | Eröffnung / Umgestaltung | Aquatheater                                                                                        | Umgebautes Delfinarium (heute: Arena de Fiesta)                                     |
| 1992 | Eröffnung / Umgestaltung | Zwei Wildwasserbahnen (ab 2002 Stonewash Creek und Wildwash Creek) nach Umbau der alten Wasserbahn | Heute: Chiapas                                                                      |
| 1992 | Schließung               | Café Oriental, Hawaii-Restaurant                                                                   |                                                                                     |
| 1992 | Umzug                    | Bienchenflug und Jumbo ziehen auf den Platz des Café Oriental                                      | Heute: Rookburgh                                                                    |
| 1992 | Neue Show                | Phantasialand Jubilee                                                                              | Wintergarten                                                                        |
| 1992 | Neue Show                | Splish-Splash-Show (Wasserakrobatik)                                                               | Aquatheater (heute: Arena de Fiesta)                                                |
| 1993 | Eröffnung                | Kinderland, u. a. mit Kinderriesenrad, Ballonfahrt, Bienchenflug und Jumbo (Kinderkarussells)      | Standort des ehemaligen Hawaii-Restaurants (heute: Wuze Town)                       |
| 1993 | Eröffnung                | Kinderparadies                                                                                     | Berlin, neben dem Brandenburger Tor (heute: Kaiserplatz)                            |
| 1993 | Umzug                    | Bienchenflug und Jumbo ziehen in das neue Kinderland                                               | Heute: Wuze Town                                                                    |
| 1993 | Schließung               | Bottichfahrt                                                                                       |                                                                                     |
| 1994 | Eröffnung                | Galaxy (Simulator)                                                                                 | Standort des ehemaligen Café Oriental (heute: Rookburgh)                            |
| 1994 | Eröffnung                | Walzertraum (Bootsfahrt)                                                                           | Wasserfläche der ehemaligen Bottichfahrt (heute: Kaiserplatz, Quantum)              |
| 1994 | Neue Show                | Feuer, Wasser, Licht                                                                               | Tanagra-Theater (heute: Feng Ju Palace)                                             |
| 1995 | Eröffnung                | Crazy Loop (Kirmesfahrgeschäft)                                                                    | Im ehemaligen Kuppelzelt der Magic World of Siegfried & Roy (heute: Deep in Africa) |
| 1995 | Schließung               | Magic World of Siegfried & Roy, Cine 2000                                                          |                                                                                     |
| 1995 | Neue Show                | Fata Morgana                                                                                       | Wintergarten                                                                        |
| 1996 | Eröffnung                | Colorado Adventure (Achterbahn)                                                                    | Westernbereich (heute: Mexico)                                                      |
| 1997 | Eröffnung / Umgestaltung | Arena de Fiesta (Eistheater)                                                                       | Mexico (ehemaliges Aquatheater)                                                     |
| 1997 | Schließung               | Pferdekarussell, Scala, Aquatheater                                                                |                                                                                     |
| 1997 | Neue Show                | Magic Moments                                                                                      | Wintergarten                                                                        |
| 1997 | Neue Show                | Dreams on Ice                                                                                      | Arena de Fiesta                                                                     |
| 1998 | Eröffnung                | Mystery Castle (Vertikalfahrt)                                                                     | Mystery                                                                             |
| 1998 | Eröffnung                | Dampfkarussell                                                                                     | Berlin, hinter dem Brandenburger Tor (heute: Kaiserplatz)                           |
| 1998 | Neue Show                | Cold Rhythm                                                                                        | Arena de Fiesta                                                                     |
| 1998 | Neue Show                | Wild-West-Stuntshow                                                                                | Super Globe (ab 1999: Silverado Theatre)                                            |
| 1998 | Veranstaltung            | Festival der Lichter (Abendveranstaltung inklusive Lichterparade, mehrwöchig, jährlich)            |                                                                                     |
| 1999 | Eröffnung                | Schauspielhaus (3D-Kino)                                                                           | Ehemalige Scala, Berlin                                                             |
| 1999 | Eröffnung                | Heinos Kaffeehaus                                                                                  | Berlin                                                                              |
| 1999 | Schließung               | Wikinger-Bootsfahrt                                                                                |                                                                                     |
| 1999 | Neue Show                | Ivo Superstar & Die Schattenwesen                                                                  | Wintergarten                                                                        |
| 1999 | Neue Show                | Pirates 4D (3D-Film mit Effekten)                                                                  | Schauspielhaus                                                                      |
| 1999 | Neue Show                | Phantie-Parade (tägliche Parade)                                                                   | Berlin                                                                              |

### 2000–2009
| Jahr | Aktion                   | Attraktion(en) | Ort                                                                                               |
| ---- | ------------------------ | --- | ------------------------------------------------------------------------------------------------- |
| 2000 | Eröffnung                | Little Joe’s (Restaurant) | Silver City (heute: Klugheim)                                                                     |
| 2000 | Umzug                    | Kinderriesenrad, Ballonfahrt und Bienchenflug ziehen an den See                                                                            | Heute: Fantasy                                                                                    |
| 2000 | Schließung               | Kinderland, Jumbo |                                                                                                   |
| 2000 | Neue Show                | L’Ar(c)tistique | Wintergarten                                                                                      |
| 2001 | Eröffnung / Umgestaltung | Das Space Center wird zum Temple of the Night Hawk                                                                                         | Heute: Crazy Bats                                                                                 |
| 2001 | Eröffnung / Umgestaltung | Käpt’n Blackbeards Piratenflotte (ferngesteuerte Schiffe)                                                                                  | Ehemaliges Tigergehege (heute: Deep in Africa)                                                    |
| 2001 | Umzug                    | Kinderriesenrad, Ballonfahrt und Bienchenflug ziehen neben das Kinderparadies                                                              | Berlin, hinter dem Brandenburger Tor (heute: Kaiserplatz)                                         |
| 2001 | Schließung               | Gebirgsbahn, Grand-Canyon-Bahn, Tanagra-Theater (alle bei Großbrand zerstört)                                                              |                                                                                                   |
| 2002 | Eröffnung                | Wuze Town mit Winja’s Fear & Force (Achterbahnen) und Tittle Tattle Tree (Para Tower)                                                      | Fantasy                                                                                           |
| 2002 | Eröffnung                | River Quest (Raftinganlage) | Standort der ehemaligen Achterbahnen, Mystery                                                     |
| 2002 | Eröffnung                | Feng Ju Palace (Mad House) | Standort des ehemaligen Tanagra-Theaters, China Town                                              |
| 2002 | Neue Show                | Lights on Broadway | Western-Saloon, Silver City (heute: Klugheim)                                                     |
| 2002 | Veranstaltung            | Winteröffnung (jährlich) |                                                                                                   |
| 2003 | Eröffnung                | Wupi- und Wözlland (Kinderattraktionen in Wuze Town, später Wuze Town Kinderland)                                                          | Wuze Town                                                                                         |
| 2003 | Eröffnung                | Wözls Wassertreter (Tretboote) | Auf dem See                                                                                       |
| 2003 | Eröffnung                | Octowuzy (Wasserspielplatz) | Fantasy                                                                                           |
| 2003 | Eröffnung                | Hotel PhantAsia (ab 2007 Ling Bao) | China Town                                                                                        |
| 2003 | Neue Show                | Unforgettable | Arena de Fiesta                                                                                   |
| 2003 | Neue Show                | Beat of the Bronx | Silverado Theatre                                                                                 |
| 2004 | Eröffnung                | Smokey’s Digger Camp (Tipidorf, Übernachtungsmöglichkeit)                                                                                  | Heute: Hotel Matamba                                                                              |
| 2004 | Eröffnung                | Fantissima-Theater | Ehemaliges Cristallion-Restaurant (Untergeschoss des Temple of the Night Hawk, heute: Crazy Bats) |
| 2004 | Schließung               | Crazy Loop, Cristallion, Käpt’n Blackbeards Piratenflotte                                                                                  |                                                                                                   |
| 2004 | Neue Show                | Arachnomé | Wintergarten                                                                                      |
| 2004 | Neue Show                | Fantissima (Dinner-Show außerhalb der regulären Parköffnung)                                                                               | Fantissima-Theater                                                                                |
| 2004 | Veranstaltung            | Fantasypride (eintägig, jährlich) |                                                                                                   |
| 2005 | Eröffnung / Umgestaltung | Aus Galaxy wird Race for Atlantis | Heute: Rookburgh                                                                                  |
| 2005 | Schließung               | Ende der Shows im Western-Saloon |                                                                                                   |
| 2005 | Veranstaltung            | Asia Nights (Abendveranstaltung, mehrwöchig, jährlich)                                                                                     |                                                                                                   |
| 2006 | Eröffnung                | Deep in Africa, Black Mamba (Achterbahn)                                                                                                   | Deep in Africa                                                                                    |
| 2006 | Schließung               | Condor, Ende des Festivals der Lichter |                                                                                                   |
| 2006 | Neue Show                | Unforgettable Vol. 2 | Arena de Fiesta                                                                                   |
| 2007 | Eröffnung                | Talocan (Überschlags-Fahrgeschäft) | ehemaliger Standort des Condors, Mexico                                                           |
| 2007 | Eröffnung                | Wirtls Taubenturm (Hubseilturm) | Fantasy                                                                                           |
| 2007 | Umzug                    | Smokey’s Digger Camp wechselt auf die andere Straßenseite                                                                                  | Außerhalb des Parks, gegenüber dem Haupteingang                                                   |
| 2007 | Schließung               | Märchenwald |                                                                                                   |
| 2008 | Eröffnung                | Hotel Matamba | Deep in Africa                                                                                    |
| 2008 | Schließung               | Phantasialand-Jet, Neptunbrunnen |                                                                                                   |
| 2008 | Neue Show                | On Broadway | Arena de Fiesta                                                                                   |
| 2008 | Neue Show                | Street Xtreme | Silverado Theatre                                                                                 |
| 2009 | Eröffnung                | Baumbergen mit Wakobato (interaktive Wasserfahrt)                                                                                          | Am und auf dem See                                                                                |
| 2009 | Eröffnung                | Bolles Flugschule (Flugkarussell), Bolles Riesenrad (Kinderriesenrad)                                                                      | Berlin                                                                                            |
| 2009 | Eröffnung                | Tula-Tempel (Theater) | ehemaliger Bahnhof des Phantasialand-Jets (heute: Mexico)                                         |
| 2009 | Umzug                    | Das Pferdekarussell zieht vom ehemaligen Brandenburger Tor an den Haupteingang (ehemaliger Standort des Neptunbrunnens)                    | Berlin                                                                                            |
| 2009 | Schließung               | Kinderparadies, Bienchenflug, Ballonfahrt, Kinderriesenrad, Gondelbahn 1001 Nacht, Walzertraum, Brandenburger Tor, Ende der Phantie-Parade |                                                                                                   |
| 2009 | Neue Show                | Arte Lumina | Wintergarten                                                                                      |
| 2009 | Neue Show                | 3 Freunde im geheimnisvollen Tempel | Tula-Tempel                                                                                       |
| 2009 | Neue Show                | Best of Fifteen Years on Ice | Arena de Fiesta                                                                                   |
| 2009 | Neue Show                | Drakar’ium | Freifläche in Berlin (ab 2010: Kaiserplatz)                                                       |

### 2010–2019
| Jahr | Aktion                   | Attraktion(en) | Ort                                              |
| ---- | ------------------------ | --- | ------------------------------------------------ |
| 2010 | Eröffnung                | Würmling Express (Einschienenbahn), Baumberger Irrgarten (Labyrinth), Wolkes Luftpost, Der lustige Papagei, Die fröhliche Bienchenjagd (Kinderfahrgeschäfte), Phenies Mitsch-Matsch-Spaß (Spielplatz) | Fantasy                                          |
| 2010 | Eröffnung                | Kaiserplatz | Berlin                                           |
| 2010 | Schließung               | Bolles Spieleland |                                                  |
| 2010 | Neue Show                | Sieben | Wintergarten                                     |
| 2011 | Eröffnung                | Maus au Chocolat (interaktives Fahrgeschäft), Wellenflug (Kettenkarussell) | Berlin                                           |
| 2011 | Eröffnung                | Tikal (Freifallturm) | Mexico                                           |
| 2011 | Schließung               | Stonewash Creek, Wildwash Creek, Casa Magnetica |                                                  |
| 2011 | Neue Show                | Relight my Fire | Arena de Fiesta                                  |
| 2012 | Eröffnung                | Das verrückte Hotel Tartüff (Fun House), Haus der 6 Drachen (zentraler Souvenir-Shop) | Berlin                                           |
| 2012 | Schließung               | Tula-Tempel |                                                  |
| 2012 | Neue Show                | JUMP! | Silverado Theatre                                |
| 2013 | Eröffnung                | Kindertheater | Wuze Town                                        |
| 2013 | Neue Show                | Hack & Buddl | Kindertheater Wuze Town                          |
| 2014 | Eröffnung                | Chiapas (Wasserbahn) | ehemaliger Standort der Wildwasserbahnen, Mexico |
| 2014 | Schließung               | Silver City, Silbermine, Hacienda Don Pedro |                                                  |
| 2015 | Schließung               | Smokey’s Digger Camp, Ende der Asia Nights |                                                  |
| 2015 | Neue Show                | Musarteum – Eine Nacht im Museum | Wintergarten                                     |
| 2016 | Eröffnung                | Klugheim, Taron (Achterbahn), Raik (Achterbahn), Rutmors Taverne (Restaurant) | Mystery                                          |
| 2016 | Schließung               | Race for Atlantis, Ende von Drakar’ium |                                                  |
| 2016 | Neue Show                | Ice College 2016 | Arena de Fiesta                                  |
| 2017 | Neue Show                | Ice College 2017 | Arena de Fiesta                                  |
| 2017 | Neue Show                | Musarteum – Wenn Geister träumen | Wintergarten                                     |
| 2018 | Eröffnung                | Lilli’s Café | Berlin                                           |
| 2018 | Neue Show                | Ice College 2018 | Arena de Fiesta                                  |
| 2018 | Neue Show                | Musarteum – Die Show zur Geisterstunde | Wintergarten                                     |
| 2019 | Eröffnung / Umgestaltung | Aus Temple of the Night Hawk wird Crazy Bats | Fantasy                                          |

### Ab 2020
| Jahr | Aktion                   | Attraktion(en)                                                                | Ort               |
| ---- | ------------------------ | ----------------------------------------------------------------------------- | ----------------- |
| 2020 | Eröffnung                | Rookburgh, F.L.Y. (Achterbahn), Charles Lindbergh (Hotel), Restaurant Uhrwerk | Berlin            |
| 2020 | Schließung               | Hollywood Tour                                                                | Fantasy           |
| 2021 | Eröffnung / Umgestaltung | Aus Heinos Kaffeehaus wird Törtchen & Co.                                     | Berlin            |
| 2021 | Schließung               | Baumberger Irrgarten                                                          | Fantasy           |
| 2021 | Neue Show                | Nobis – Der lange Weg vom ihr zum wir                                         | Wintergarten      |
| 2022 | Eröffnung                | Deep in Africa – Adventure Trail                                              | Deep in Africa    |
| 2022 | Neue Show                | Rock on Ice                                                                   | Arena de Fiesta   |
| 2023 | Neue Show                | Battle of the Best                                                            | Silverado Theatre |
| 2024 | Eröffnung                | Avoras (Indoor Kletterparadies in Wuze-Town)                                  | Fantasy           |
| 2024 | Eröffnung                | Mopti’s Monkey Depot                                                          | Deep in Africa    |
| 2024 | Schließung               | Octowuzy                                                                      | Fantasy           |
| 2025 | Schließung               | Pirates 4D                                                                    | Schauspielhaus    |
| 2025 | Eröffnung                | Phenie's Shakes & Pancakes, Wavy Battle, Winni Splash                         | Fantasy           |